# Emmertsgrund
Der Emmertsgrund ist ein Heidelberger Stadtteil. Er liegt an einem Hang des Königsstuhls über Heidelberg-Rohrbach und Leimen, südlich des Stadtteils Heidelberg-Boxberg. Der Stadtteil entstand ab 1970 als Wohnungsbauprojekt der Neuen Heimat, die dort Wohnraum für ungefähr 7000 Menschen in Form einer Großwohnsiedlung schuf. Gleichzeitig mit dem Emmertsgrund wurde das westlich davon gelegene große Gewerbegebiet Rohrbach Süd erschlossen, in dem wohnortnahe Arbeits- und Einkaufsmöglichkeiten entstanden.

## Geschichte

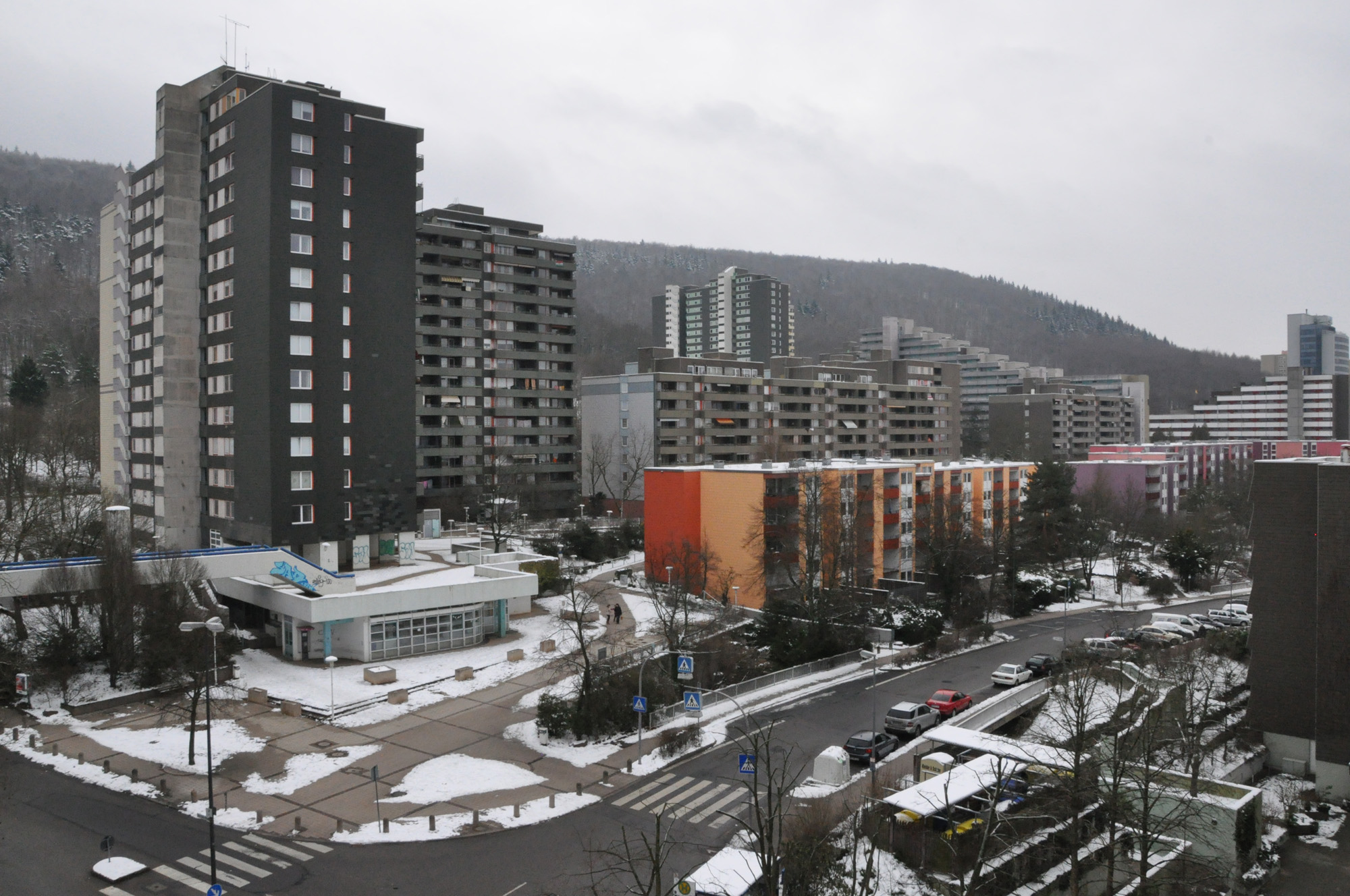
Emmertsgrundpassage, die nördliche Hälfte des Emmertsgrund

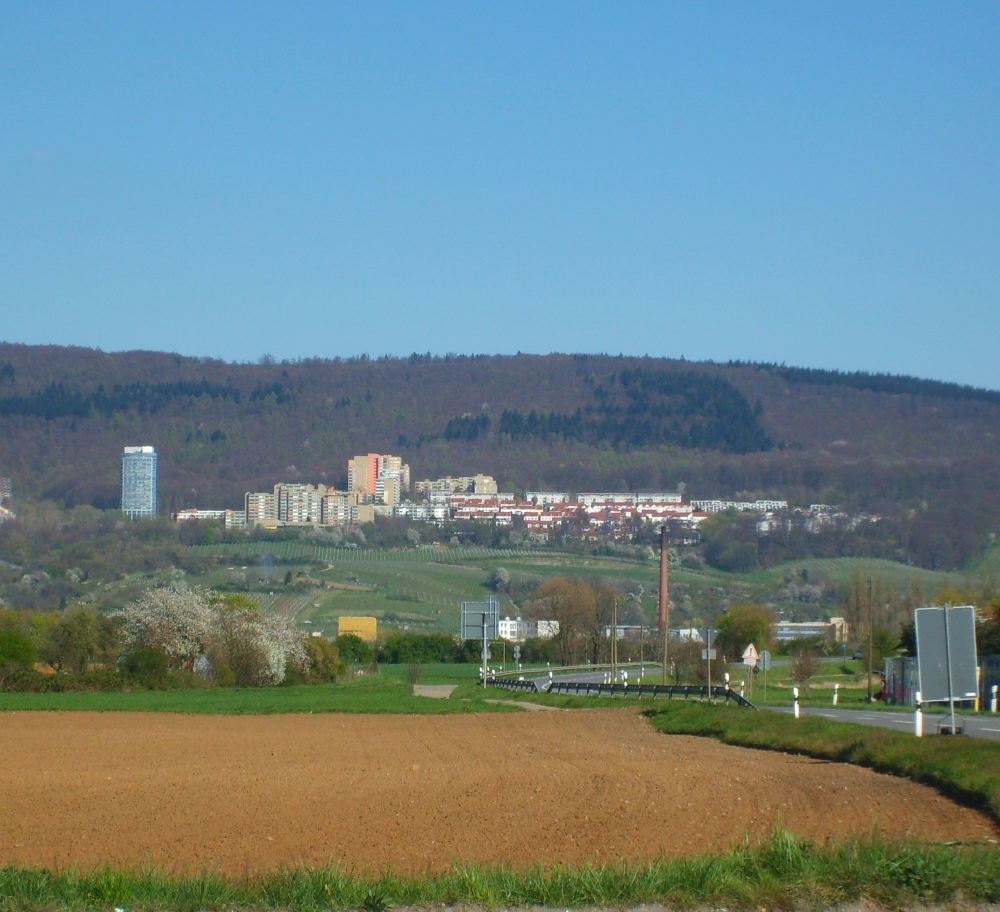
Die südliche Hälfte von Emmertsgrund von der Rheinebene im Westen gesehen

Die Notwendigkeit zur Schaffung von Wohnraum ergab sich aus der Wohnungsknappheit der 1960er-Jahre, während denen in Heidelberg noch rund 6000 Menschen ohne eigene Wohnung lebten, also bei anderen einquartiert waren. Die Rezession 1966/67 führte dann zu staatlich geförderten Städtebaumaßnahmen zur Belebung der Konjunktur. Die Neue Heimat entwickelte sich zum größten Bauträger der Republik und gewann in Heidelberg den damaligen OB Reinhold Zundel als Berater. Auch Alexander Mitscherlich, der seit 1938 in Heidelberg lebte, wurde für die Neue Heimat tätig. In dieser Konstellation reiften bald Pläne zur Erschließung eines neuen Stadtteils für Heidelberg.
Die Stadt erwarb von der US-Armee ein 61 Hektar großes Gelände am südlichen Stadtrand und veräußerte es umgehend wieder an die Neue Heimat. Unter Mitwirkung von Mitscherlich planten Fred Angerer und Alexander von Branca auf dem Gelände eine Großsiedlung mit rund 3500 Wohnungen für etwa 11.000 Einwohner. Die Planungen sahen mehrgeschossige Hochhausbebauung mit darunterliegenden Garagen und viel Freiflächen, unter gleichzeitigem Erhalt der natürlichen Bewaldung des Gebiets vor. Die Stadt forderte außerdem die Errichtung von Schule, Bürgerhaus, Turnhalle und Schwimmbad. Mit Förderung des Bundes wurde das Bauvorhaben durch die Neue Heimat ab 1970 ausgeführt. Gleichzeitig entstand das Gewerbegebiet Rohrbach-Süd, in dem die Einwohner wohnortnahe Arbeits- und Einkaufsmöglichkeiten finden sollten. Mitscherlich zog sich 1975 aus der Gutachterkommission zurück, in seiner Biografie bemängelte er später die „spekulierenden Naturen“ innerhalb der Neuen Heimat, mit denen er die Auseinandersetzung gescheut habe. Noch während der Bauphase zeigte sich, dass der Bedarf nach Wohnungen nicht ganz so hoch wie geplant war und dass viele Familien auch nicht unbedingt in eine Hochhaussiedlung ziehen wollten. Deswegen wurde der ursprüngliche Plan der vollständigen Bebauung mit Hochhäusern aufgegeben, stattdessen entstanden im südlichen Teil des Emmertsgrundes Ein- und kleine Mehrfamilienhäuser. Insgesamt wurde Wohnraum für etwa 7000 Menschen geschaffen. Nach der Insolvenz der Neuen Heimat erwarb die Stadt Heidelberg 1986 für 62,5 Millionen DM insgesamt 616 Wohnungen, die sie der städtischen Wohnungsbaugesellschaft GGH unterstellte.

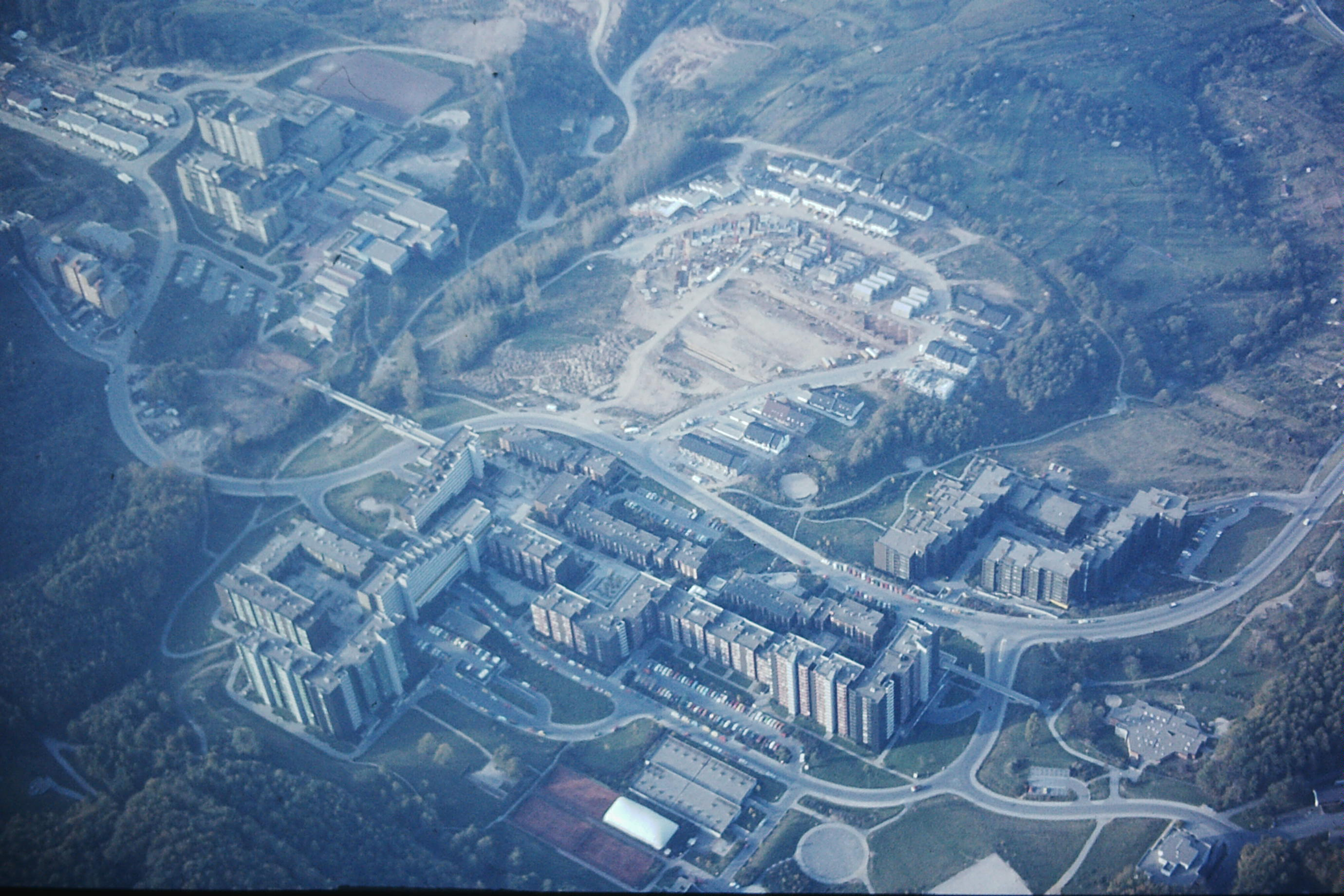
Flugaufnahme von Emmertsgrund im Mai 1979

Die sozialen Probleme des Stadtteils begannen mit der Umsiedlung einiger Familien aus dem sozialen Brennpunkt Mörgelgewann im Stadtteil Kirchheim in den Emmertsgrund. Zwar handelte es sich nur um weniger als 100 Personen, doch brachten diese den Stadtteil langfristig in Verruf. In den 1980er- und 1990er-Jahren zogen viele Einwanderer und Flüchtlinge aus den früheren sowjetischen Teilstaaten und aus Jugoslawien in den Emmertsgrund. Um einer Ghettobildung vorzubeugen, hat die Stadt zahlreiche soziale Projekte initiiert, die zu einer ausgeglichenen sozialen Infrastruktur beigetragen haben, darunter ein bereits in den 1970er-Jahren gegründetes Jugendzentrum, die Emmertsgrundschule mit schuleigener Sozialarbeit, Kindergärten und Kindertagesstätten, eine Bücherei sowie ein Bürgerbegegnungszentrum.
Die Wohninfrastruktur zeichnet sich im Norden des Stadtteils durch hohe Betonbauten und im Süden durch zwei- bis dreigeschossige Eigenheime aus. Das Zentrum des Stadtteils bilden die Emmertsgrundpassage, eine lange Fußgängerzone, und das Forum. Dazwischen steht seit 1992 ein 18-stöckiges Bürohochhaus. Dieses wurde als Unternehmenszentrale der MLP AG gebaut. Im Volksmund wird es nach einem der MLP-Gründer Manfred Lautenschläger oft „Langer Manfred“ genannt – in Anlehnung an den „Langen Eugen“ in Bonn. Von 2001 bis 2016 war das Gebäude Sitz der Heidelberger Lebensversicherung.
Seit Ende 2017 residiert in dem nun offiziell Tech-Tower genannten Gebäude die Sino-German Business Federation (SGBF), eine Organisation der Wirtschaftsförderung, die Plattform für wirtschaftliche Kontakte zwischen chinesischen und deutschen Unternehmen, Forschungseinrichtungen und staatlichen Institutionen sein möchte. Enge Kontakte bestehen zu dem seit 2017 in Planung befindlichen deutsch-chinesischen Technologiepark auf dem Gelände der ehemaligen Patton Barracks in Heidelberg-Kirchheim.
Der Emmertsgrund ist durch seine südwestliche Hoch- und Schräglage sehr vom Weinbau geprägt. Hier befindet sich die Einzellagen Heidelberger Dachsbuckel und Heidelberger Dormenacker.

## Bildung

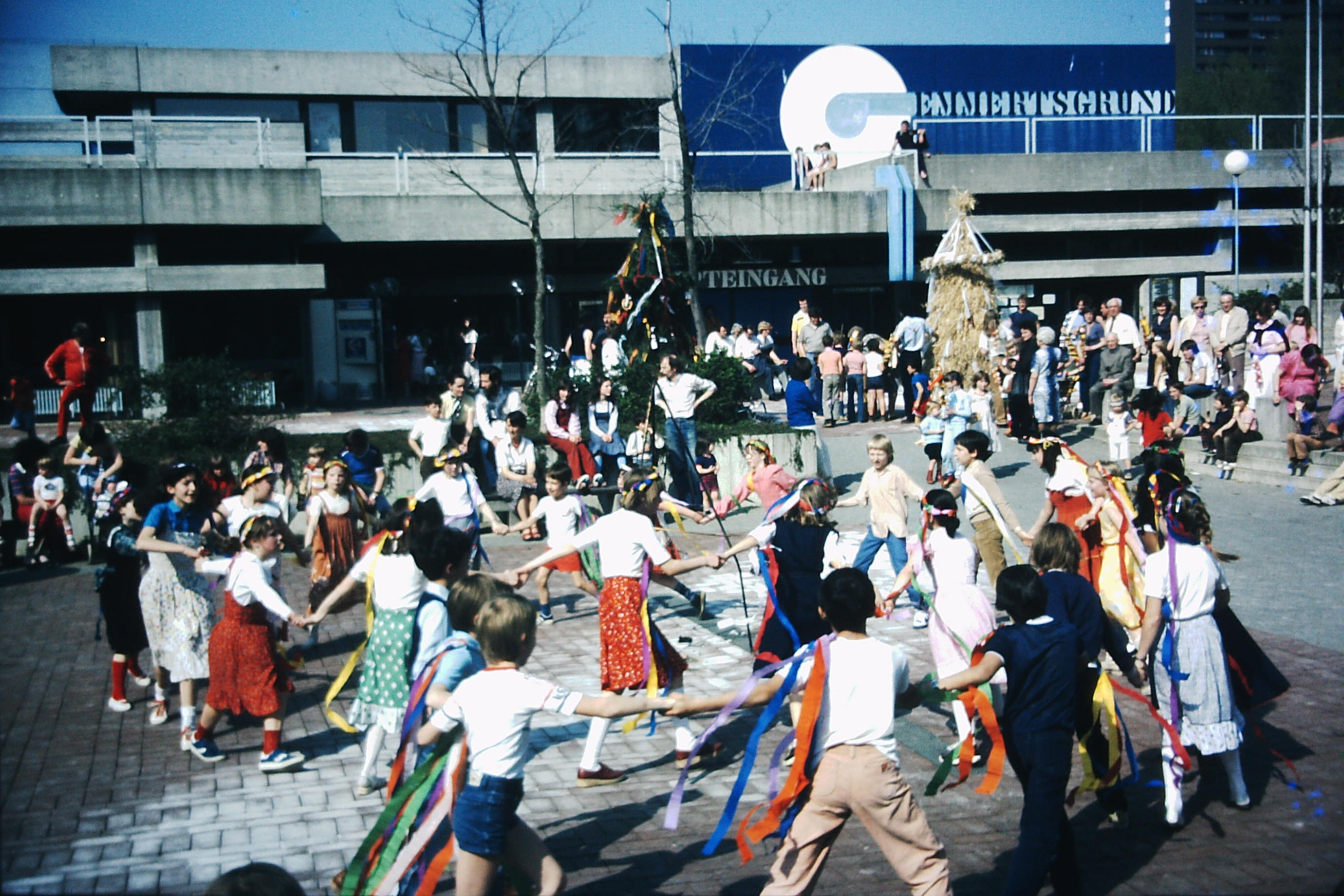
Feier an der Grundschule Emmertsgrund, 1981

Die dreizügige (3 Klassen pro Klassenstufe) Grundschule Emmertsgrund ist die einzige Schule im Stadtteil. Seit dem Schuljahr 2005/06 ist sie eine teilgebundene Ganztagesschule mit zwei Unterrichtsnachtmittagen und zusätzlichen AG-Angeboten. Im Schuljahr 2012/13 hat die Schule 12 Klassen mit 265 Schülern. Die Schüler kommen aus 25 Nationen und haben zu 63,8 Prozent einen Migrationshintergrund.
Weiterführende Schulen gibt es im Emmertsgrund nicht. Im Nachbarstadtteil Boxberg gibt es die Waldparkschule, die seit 2013 als Gemeinschaftsschule geführt wird. Realschulen und Gymnasien gibt es in beiden Bergstadtteilen nicht.
→ Liste Heidelberger Schulen

## Abfallbeseitigung

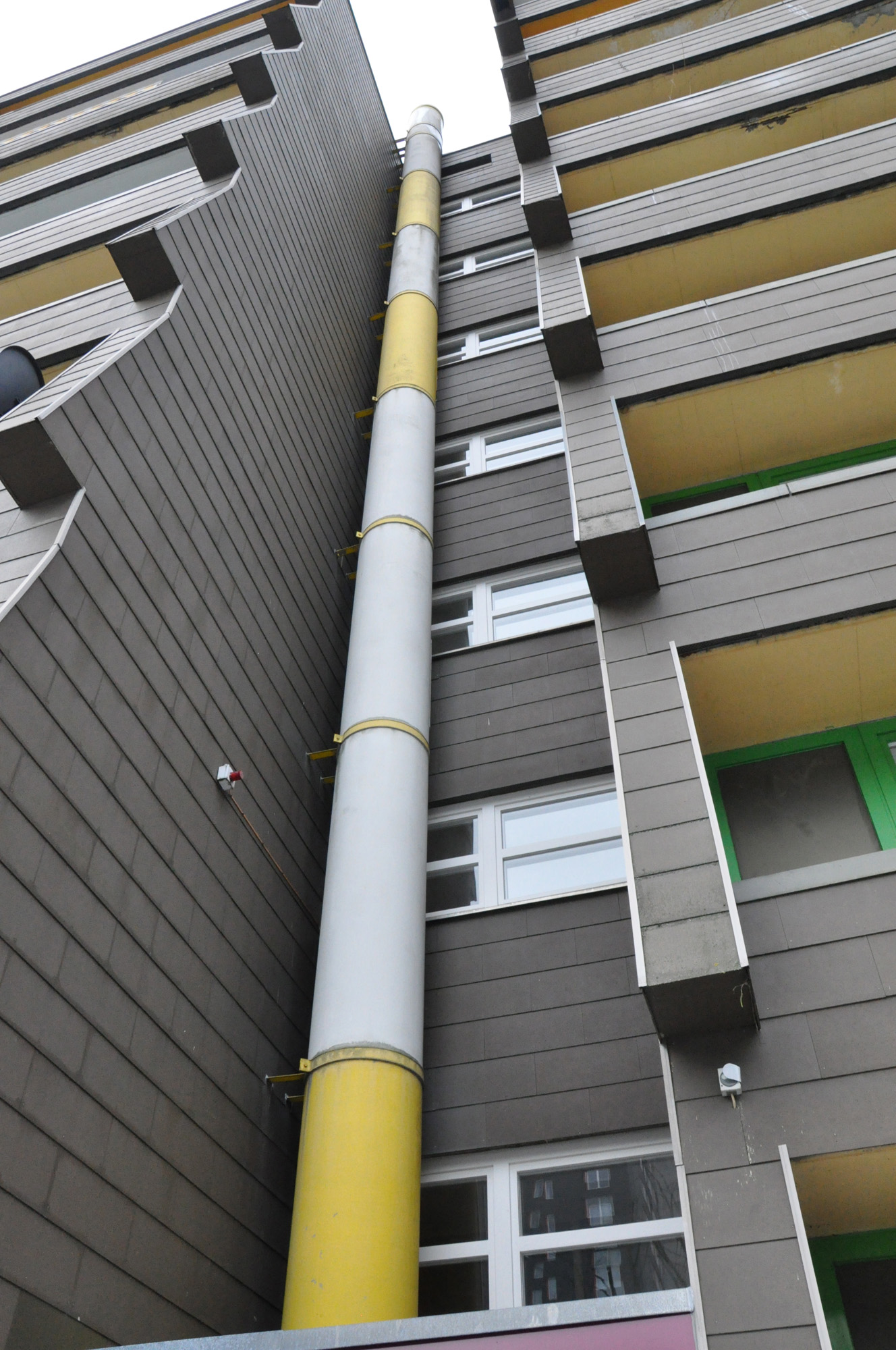
Außenrohr der Müllsauganlage am Mombertplatz

Die Stadtteilkonzeption sah ursprünglich vor, dass im Emmertsgrund keine Müllfahrzeuge benötigt werden (außer für Sperrmüll). Dies erreichte man durch Einwurfschächte in eine Müllsauganlage, die in acht Bauabschnitten zwischen dem 3. Oktober 1973 und 1981 gebaut und in Betrieb genommen wurde. In den Hochhäusern waren Einwurfschächte auf jeder Etage und in den Straßen der Reihenhäuser gab es Flacheingabestellen im Freien. Für die Bewohner war dies sehr komfortabel.
Die Anlage wurde von der Firma Centralsug GmbH gebaut und betrieben. Beim Bau der Anlage wurden die Ansauganlage sowie das Rohrnetz auf einen Betrieb von 30 Jahren ausgelegt. Die Kapazität wurde für 12.000 Einwohner geplant, jedoch wurden nur etwa 6500 Einwohner an das System angeschlossen, da sich die Stadtteilkonzeption veränderte und statt der geplanten vielgeschossigen Bebauung eher kleine Wohneinheiten realisiert wurden.
Im Sinne der Abfallvermeidung wurden ab der Mitte der 1980er-Jahre Papier und Altglas getrennt in Sammelstellen entsorgt, die von entsprechenden Fahrzeugen geleert wurden. Infolge der Einführung des Verpackungsordnung (Gelber Sack) im Jahr 1991 musste auch der „Gelbe Müll“ in Säcken konventionell abgeholt werden. In einem Eigenversuch der Stadt Heidelberg wurden ab Mitte der 1990er-Jahre auch mehrere Jahre lang spezielle gelbe Säcke über die Müllsauganlage entsorgt. Allerdings kamen viele der gelben und grauen Säcke durch Schäden am Rohrsystem aufgeschlitzt an der zentralen Ansaugstelle an.
1992 beschloss der Gemeinderat der Stadt Heidelberg die Schließung der Anlage im Rahmen eines Sofortprogramms zur Vermeidung eines zukünftigen Müllnotstandes. Dies stieß auf eine weitgehend ablehnende Haltung der Bevölkerung, sodass 1996 vom Gemeinderat beschlossen wurde, die Anlage vorerst weiter zu betreiben, solange dies technisch möglich war. 1999 wurde ein neues Konzept für die getrennte Abfall- und Wertstoffentsorgung im Stadtteil vom Gemeinderat beschlossen. Danach wurde nur noch Restmüll über die Anlage entsorgt. Die Müllmenge, die über die Müllsauganlage 1999 entsorgt wurde, entsprach nur etwa einem Drittel der ursprünglich prognostizierten Menge.
Schon in den 1990er-Jahren gab es enorme Probleme mit dem Ansaugdruck, da die Müllansaugrohre marode wurden. Durch den engen Querschnitt waren Ausbesserungen sehr teuer. Man versuchte, dem Verschleiß der Rohre mit sogenannten Kunststoff-Inlinern entgegenzuwirken. Diese Methode hat sich allerdings nicht bewährt, da sich die eingelegten Kunststoffrohre vom Grundwerkstoff ablösten. Ein Einstieg von Personen in die Rohre – auch zu Instandhaltungszwecken – wurde von der Gewerbeaufsicht 1993 untersagt. Aufgrund von stark steigenden Sanierungskosten und hoher Betriebskosten wurde die Müllsauganlage ab 2000 schrittweise abgeschaltet. Während es bis zum Jahr 2002 jährlich etwa fünf Verstopfungen gab, traten diese 2003 fast wöchentlich auf, obwohl die Müllmenge durch die sukzessive Abkopplung einiger Großwohnanlagen bereits um über 70 Prozent reduziert wurde. Die Gründe für die häufigen Probleme lagen an Undichtigkeiten im Rohrsystem.
Nach Einschätzung der Stadt Heidelberg im Jahr 2003 wäre ein störungsfreier Weiterbetrieb der Müllsauganlage nur durch eine vollständige Grunderneuerung möglich. Die Kosten hierfür wurden vorsichtig mit etwa 20 Millionen Euro geschätzt.
Da eine konventionelle Müllabfuhr deutlich günstiger ist, beschloss der Gemeinderat der Stadt Heidelberg am 23. Juli 2003 die Abschaltung der Müllsauganlage. Die endgültige Abschaltung des einstigen Vorzeigeprojekts erfolgte am 31. Mai 2004.
Die Rohrleitungen wurden bis zur Erdoberfläche durch die Stadt Heidelberg verfüllt.

## Stadtteilentwicklung
Das Stadtteilmanagement Emmertsgrund ist eine Einrichtung des Bürgervereins TES e. V. (Trägerverein für das Emmertsgrunder Stadtteilmanagement) und seit Juli 2010 für den Emmertsgrund und seine Bewohner aktiv. Die Hauptaufgaben des Stadtteilmanagements liegen in der kulturellen, sozialen und infrastrukturellen Weiterentwicklung des Stadtteils. Außerdem ist das Stadtteilmanagement die Verbindungsstelle zwischen den Bürgern und den Ämtern der Stadt Heidelberg. Die wichtigsten Ziele sind die Verbesserung der Lebensbedingungen im Stadtteil und die Aktivierung der Bürger für ein Engagement in ihrem Stadtteil. Weitere Aufgaben sind zum Beispiel die Vernetzung der Stadtteilaktivitäten sowie die Verbesserung des Stadtteilimages unter anderem durch Öffentlichkeitsarbeit. Um alle Aufgaben zufriedenstellend zu lösen, ist das Stadtteilmanagement auf dem Emmertsgrund in drei Bereiche unterteilt: Das Stadtteilbüro, das Bürgerhaus und das Medienzentrum.

### Stadtteilbüro
Das Stadtteilbüro ist die erste Anlaufstelle, wenn man sich über den Stadtteil oder kulturelle und soziale Einrichtungen und Veranstaltungen in ihm erkundigen möchte. Auch wenn man ein Anliegen hat, aber nicht genau weiß, welche Stelle die richtige ist, hilft das Stadtteilbüro weiter. Das Stadtteilbüro betreut den Vergabebeirat, welcher über die Vergabe von Fördermitteln eines eigens eingerichteten Verfügungsfonds für kleinteilige und schnell umsetzbare Projekte im Emmertsgrund entscheidet. So kann man vom Stadtteilbüro unterstützt werden, wenn man eine Projektidee für den Stadtteil hat oder wenn man bei der Durchführung Hilfe braucht.

### Bürgerhaus
Das Bürgerhaus wurde 2012 nach einem umfassenden Umbau neu eröffnet und stellt nun den gesellschaftlichen Mittelpunkt des Stadtteils dar. Dieser Umbau wurde durch das Konjunkturprogramm der Bundesregierung und das Städtebauförderungsprogramm „Soziale Stadt“ gefördert. Im Bürgerhaus ist der große Bürgersaal zu finden. Dieser ist mit Platz für 436 Personen der zweitgrößte städtische Veranstaltungssaal. Der Bürgersaal kann von Vereinen, Privatpersonen oder Firmen gemietet werden. Durch die räumliche Flexibilität sind verschiedene Varianten der Saalgröße möglich. Im Bürgerhaus befindet sich mit dem HeidelBERG-Café auch ein Integrationsbetrieb.

### Medienzentrum
Das Medienzentrum bietet die Möglichkeit, verschiedene Gesellschaftsspiele, Bücher, CDs, Laptops und Zeitungen kostenlos vor Ort zu verwenden oder mit einem Ausweis auszuleihen. Außerdem gibt es im Medienzentrum verschiedene Beratungsangebote, welche in einem separaten Raum stattfinden. Einmal im Monat finden dort das Montagskino und der Familiensonntag statt. Des Weiteren werden medienpädagogische Inhalte angeboten.

## Kultur

### Veranstaltungsräume

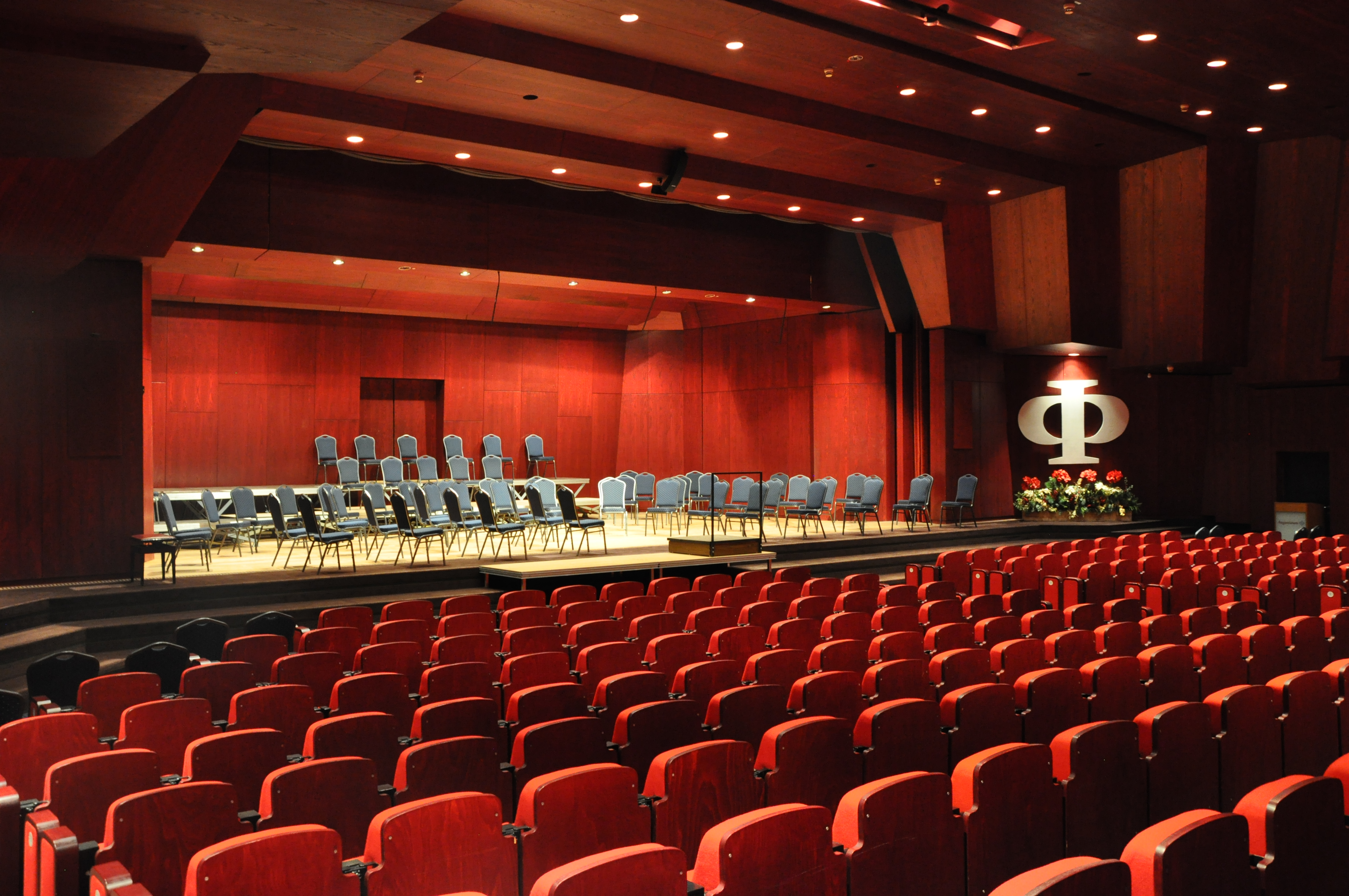
Der Theatersaal im Augustinum Heidelberg

Im Emmertsgrund befinden sich mit dem Bürgerhaus und dem Theatersaal des Augustinum zwei Veranstaltungsräume mit jeweils etwa 400 Sitzplätzen. In beiden Sälen finden regelmäßig Konzerte, Filmvorführungen, Vorträge und ähnliches statt. Der Theatersaal des Augustinum besitzt als ein Standort des „Cinema Augustinum“ Kinostatus und bietet regelmäßige öffentliche Filmvorführungen an.

### Stadtteilzeitung „Em-Box“
Die Heidelberger Stadtteilzeitung „Em-Box – Journal für die Stadtteile Boxberg und Emmertsgrund“ ist auf Initiative des Kulturkreises Emmertsgrund-Boxberg mit Hilfe der städtischen Verwaltung im September 1996 als „Em-Box-Info“ aus der Taufe gehoben worden. Herausgeber waren bis März 2015 der Kulturkreis Emmertsgrund-Boxberg sowie der Stadtteilverein Emmertsgrund. März 2015 bis Ende 2022 war der Stadtteilverein Emmertsgrund der alleinige Herausgeber der in „Em-Box“ umbenannten Zeitschrift, bevor die „Em-Box“ sich 2023 davon löste und einen eigenen Trägerverein gründete. Die Stadtteilzeitung verfolgt die Ziele Integration, Identifikation und Kommunikation. Die Em-Box erscheint vierteljährlich in einer Auflage von 6000 Stück und wird kostenlos an alle Haushalte in beiden Stadtteilen verteilt.

## Verkehr
Nach dem Baubeginn 1969 folgt durch eine Hangstraße zwischen Boxberg und Emmertsgrund eine Anbindung an die B 3 (Heidelberg–Leimen). Der Stadtteil ist seit Mitte der 1980er-Jahre eine Tempo-30-Zone.
Der Emmertsgrund wird von den Buslinien 27 (nach Gewerbegebiet Rohrbach-Süd), 29 (nach Boxberg oder Universitätsplatz) und 33 (nach Universitätsplatz) bedient. Alle Linien fahren über die Straßenbahnhaltestelle Rohrbach-Süd.

## Sehenswürdigkeiten
Der Schweinsbrunnen am Rande des Waldes wurde um eine Quelle herumgebaut und wird heute noch rege als Trinkwasserquelle benutzt.
Einer der 5 Einstiegspunkte zum Erlebniswanderweg Wein und Kultur befindet sich im südlichen Teil des Emmertsgrunds an der Bushaltestelle Augustinum. Über diesen Zugang erreicht man die direkt unterhalb des Stadtteils Weinberge und Biotope, die im Jahre 2000 auf dem rekultivierten Steinbruch Rohrbach fertiggestellt wurden. Hinweisschilder informieren über Geologie, Geschichte, Weinbau, Bergbau sowie Fauna und Flora dieser westlichen Odenwaldhanglage.

## Persönlichkeiten
Der Schriftsteller Saša Stanišić verbrachte seine Jugend in Emmertsgrund und ließ seine Erinnerungen daran auch in seinen Roman „Herkunft“ einfließen. Für diesen Roman wurde Stanišić 2019 mit dem Deutschen Buchpreis ausgezeichnet. Auch Stanisics Erzählband Möchte die Witwe angesprochen werden, platziert sie auf dem Grab die Gießkanne mit dem Ausguss nach vorne (2024) beginnt und endet im Emmertsgrund.
Der ehemalige Rektor der Universität Heidelberg Rolf Rendtorff lebte von 2006 bis zu seinem Tod im Augustinum Heidelberg.
Auch Albert Oeckl (1909–2001), ein PR-Berater und Kommunikationswissenschaftler sowie Mitbegründer der Deutschen Public Relations Gesellschaft lebte im Emmertsgrund.
Waldemar Schreckenberger (1929–2017), unter anderem von 1982 bis 1984 Chef des Bundeskanzleramtes, lebte von 2001 bis zu seinem Tod im Emmertsgrund.
Der aus dem Nordirak stammende Rapper Kurdo (* 1988) ist heute wohnhaft im Heidelberger Stadtteil Emmertsgrund, was er auch immer wieder in sein musikalisches Schaffen einfließen lässt. Auch der aus dem Kosovo stammende Sänger Ardian Bujupi (* 1991) ist im Emmertsgrund aufgewachsen.

## Politik
Der Emmertsgrunder Bezirksbeirat setzt sich wie folgt zusammen:
| Partei/Liste       | 2019 – 2024 | 2024 – 2029 |
| ------------------ | ----------- | ----------- |
| Grüne              | 2           | 1           |
| SPD                | 2           | 2           |
| Die Linke          | 1           | -           |
| „Die Heidelberger“ | 1           | 2           |
| CDU                | 1           | 2           |
| FDP                | 1           | -           |
| AfD                | 1           | 3           |